# Isabel Jeans
Isabel Jeans (parfois créditée Isobel Jeans) est une actrice britannique, née à Londres (Angleterre, Royaume-Uni) le 16 septembre 1891, morte à Londres le 4 septembre 1985.

## Biographie
Au cinéma, Isabel Jeans tourne une trentaine de films (britanniques, américains, et une coproduction franco-anglo-italienne) entre 1917 et 1969, dont trois réalisés par Alfred Hitchcock.
À la télévision, elle apparaît dans un téléfilm et quelques séries, de 1959 à 1972.
Au théâtre, elle joue à partir de 1909 dans son pays natal, et également à New York (à Broadway, dans quatre pièces, la première en 1915).
Elle est la sœur de l'actrice Ursula Jeans (1906-1973).

## Cinéma (filmographie complète)
- 1917 : The Profligate de Meyrick Milton
- 1921 : Tilly of Bloomsbury de Rex Wilson (en)
- 1925 : The Rat de Graham Cutts
- 1926 : The Triumph of the Rat de Graham Cutts
- 1926 : Windsor Castle de Maurice Elvey
- 1927 : Further Adventures of a Flag Officer de W.P. Kellino
- 1927 : Downhill d'Alfred Hitchcock
- 1928 : Le passé ne meurt pas (Easy Virtue) d'Alfred Hitchcock
- 1929 : The Return of the Rat de Graham Cutts
- 1929 : Power over Man de George J. Banfield
- 1932 : Sally Bishop de T. Hayes Hunter

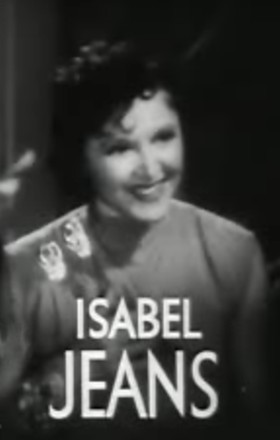
Dans Cette nuit est notre nuit (1937)

- 1934 : Rolling in Money d'Albert Parker
- 1935 : The Dictator de Victor Saville
- 1935 : The Crouching Beast de Victor Hanbury
- 1937 : Cette nuit est notre nuit (Tovarich) d'Anatole Litvak
- 1938 : Secrets of an Actress de William Keighley
- 1938 : Garden of the Moon de Busby Berkeley
- 1938 : Youth takes a Fling d'Archie Mayo
- 1938 : La Peur du scandale (Fools for Scandal) de Mervyn LeRoy et Bobby Connolly
- 1938 : Une enfant terrible (Hard to Get) de Ray Enright
- 1939 : Nous irons à Paris (Good Girls go to Paris) d'Alexander Hall
- 1939 : L'Irrésistible Monsieur Bob (Man about Town) de Mark Sandrich
- 1941 : Soupçons (Suspicion) d'Alfred Hitchcock
- 1942 : Banana Ridge de Walter C. Mycroft (en)
- 1945 : Great Day de Lance Comfort
- 1948 : Elizabeth of Ladymead de Herbert Wilcox
- 1957 : Souvenir d'Italie (titre original) d'Antonio Pietrangeli
- 1958 : Gigi de Vincente Minnelli
- 1960 : Un scandale à la cour (A Breath of Scandal) de Michael Curtiz
- 1963 : Heavens Above! de John et Roy Boulting
- 1969 : The Magic Christian de Joseph McGrath

## Théâtre

### En Angleterre (sélection)
Pièces jouées à Londres
- 1909-1910 : Pinkie and the Fairies de Waldron Graham Robertson
- 1909-1910 : Richard II de William Shakespeare
- 1912-1913 : Croesus d'Henry de Rothschild, avec Gabrielle Dorziat
- 1912-1913 : The Greatest Wish d'E. Temple Thurston
- 1913-1914 : The Darling of the Gods de David Belasco et John Luther Long, avec Philip Merivale
- 1924-1925 : The Rat, mise en scène par Constance Collier, avec Ivor Novello (rôle repris dans l'adaptation au cinéma de 1925 : voir filmographie ci-dessus)
- 1929-1930 : The Man in Possession d'H.M. Harwood, mise en scène par (et avec) Raymond Massey
- 1942-1943 : La Maison des cœurs brisés (Heartbreak House) de George Bernard Shaw, costumes de Cecil Beaton, avec Robert Donat, Edith Evans, Deborah Kerr, Amy Veness
- 1945-1946 : L'Éventail de Lady Windermere (Lady Windermere's Fan) d'Oscar Wilde, mise en scène par John Gielgud
- 1945-1946 : 1066 - And All That de Reginald Arkell, avec Cathleen Nesbitt, Ivor Novello, Basil Radford, Michael Redgrave, Flora Robson, Torin Thatcher, Naunton Wayne
- 1953 : Une femme sans importance (A Woman of No Importance) d'Oscar Wilde, avec Clive Brook, Nora Swinburne
- 1971-1972 : Cher Antoine ou l'Amour raté (Dear Antoine) de Jean Anouilh

### À Broadway
- 1915 : La comédie de celui qui épousa une femme muette (The Man who married a Dumb Wife) d'Anatole France, avec Ernest Cossart
- 1915 : Le Songe d'une nuit d'été (A Midsummer Night's Dream) de William Shakespeare, avec Ernest Cossart
- 1931 : The Man in Possession d'H.M. Harwood, avec Leslie Banks
- 1948-1949 : Make Way for Lucia de (et mise en scène par) John Van Druten, d'après les écrits d'Edward Frederic Benson, avec Kurt Kasznar, Ivan F. Simpson, Philip Tonge